# Kondoz (province)
Pour les articles homonymes, voir Kondôz.

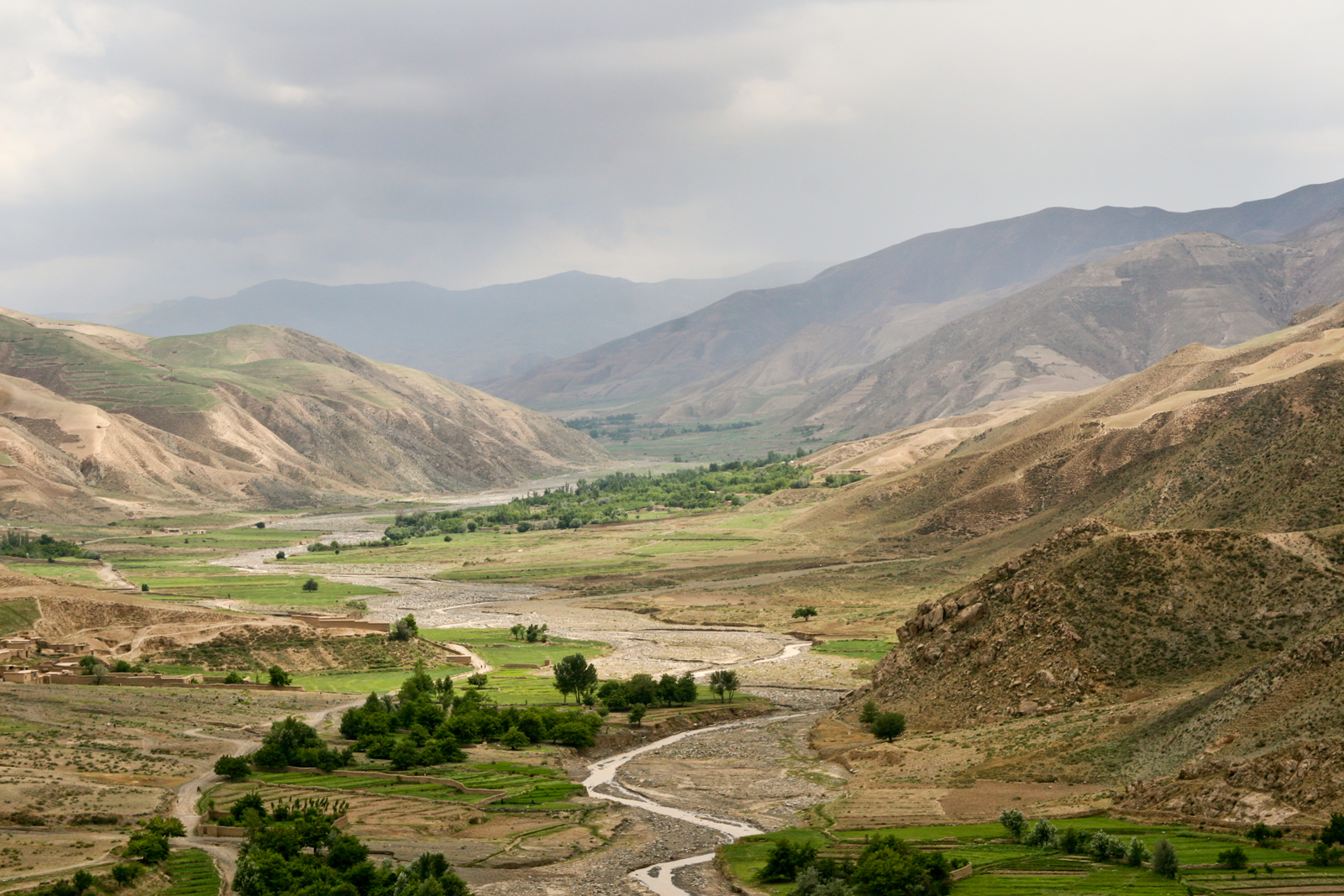

Kondoz ou Kondôz est une province du nord de l'Afghanistan, à la frontière du Tadjikistan. Sa capitale s'appelle également Kondôz ou Kundur.
L'actuel gouverneur de la province est Asadullah Omarkhel. Le 8 octobre 2010, le gouverneur Mohammad Omar est assassiné. 
La vallée de la rivière de Kondôz domine la province. La rivière coule du sud au nord dans l'Amou-Daria, anciennement Oxus, le fleuve délimitant la frontière entre la province et le Tadjikistan. En raison de la sécheresse, l'irrigation y est largement pratiquée avec succès. 
La province de Kondôz fut l'une des plus riches d'Afghanistan jusqu'à l'invasion du pays par les Soviétiques. Elle demeure l'une des plus productives dans le domaine agricole. Si elle produit aujourd'hui encore du riz, du maïs, du blé et des melons, elle doit aussi, en grande partie, sa richesse à la Spinzar Cotton Company fondée par Sher Khan Nasher, au début du XXe siècle.

## Histoire
Indépendante de l'Iran en 1508, elle fut intégrée au Badakhchân en 1520, pour redevenir indépendante en 1545 puis retomber sous le joug du Badakhchan quelques années plus tard. Elle redevint indépendante en 1698 et le resta jusqu'au début du XXe siècle.

## Districts
Liste des districts de la province de Kondôz:

Districts de la province de Kondöz ou Kunduz

| District    | Population | Composition                                                                         |
| ----------- | ---------- | ----------------------------------------------------------------------------------- |
| Ali Abad    | 45 851     | 47 % Pachtounes, 36 % Tadjiks, 29 % Hazaras, 18 % Ouzbeks                           |
| Archi       | 99 000     | 40 % Pachtounes, 35 % Ouzbeks, 15 % Tadjiks, 10 % Turkmènes                         |
| Chahar Dara | 69 251     | 55 % Pachtounes, 25 % Tadjiks, 12 % Ouzbeks, 8 % Turkmènes                          |
| Imam Sahib  | 250 000    | 45 % Ouzbeks, 25 % Pachtounes, 25 % Tadjiks, 5 % Turkmènes                          |
| Khan Abad   | 110 000    | 40 % Pachtounes, 25 % Tadjiks, 20 % Hazaras, 25 % Tadjiks, 10 % Ouzbeks, 5 % Pashai |
| Kunduz      | 259 497    |                                                                                     |
| Qalay-I-Zal | 120 000    | 90 % Turkmènes, 10 % Pachtounes                                                     |